# My Fair Lady (musical)
My Fair Lady è un musical di Frederick Loewe su libretto di Alan Jay Lerner, tratto dall'opera teatrale di George Bernard Shaw Pigmalione (1913). Così come la pièce di Shaw, il musical racconta della rozza fioraia cockney Eliza Doolittle che prende lezioni dal fonetista Henry Higgins per poter diventare una vera signora e aprire un negozio. Il progetto è il risultato di una scommessa tra il professor Higgins ed il colonnello Pickering, fatta dopo che il professore ha affermato di poter trasformare una qualunque popolana in una lady con pochi mesi di lezioni. Ma, inaspettatamente, Higgins comincia a provare dei sentimenti per la povera fioraia.
Il musical, diretto da Moss Hart, con costumi di Cecil Beaton e scene di Oliver Messel, debuttò a Broadway nel 1956 e fu un grande successo di critica e pubblico: My Fair Lady rimase in scena per 2717 repliche, diventando così il musical più longevo dell'epoca, e vinse sei Tony Award, tra cui miglior musical. Il musical si rivelò uno straordinario successo anche a Londra, dove rimase in scena per 2281 repliche al Theatre Royal Drury Lane. In entrambe le produzioni i ruoli dei due protagonisti furono interpretati da Rex Harrison e una giovane Julie Andrews. Harrison tornò a recitare anche nell'adattamento cinematografico vincitore dell'Oscar diretto da George Cukor nel 1964, con Audrey Hepburn (doppiata nel canto da Marni Nixon) nel ruolo di Eliza. Il musical fu successivamente riproposto sulle scene londinesi e newyorchesi in numerosi revival e si guadagnò l'appellativo di "musical perfetto".

## Creazione e sviluppo
A metà degli anni trenta, il produttore Gabriel Pascal acquistò i diritti cinematografici di diverse opere di Shaw, tra cui Pigmalione. Tuttavia, Shaw era rimasto insoddisfatto dall'operetta viennese Der tapfere Soldat, tratta dal suo Arms and the Man, e rifiutò categoricamente che Pigmalione diventasse un musical. Dopo la morte di Shaw nel 1950, Pascal contattò il librettista Alan Jay Lerner per portare alla luce il progetto ed il librettista coinvolse il compositore Frederick Loewe per il musical. Tuttavia, il duo realizzò presto che Pigmalione si prestava poco ad un adattamento musicale, dato che gli mancavano diversi elementi caratteristici del genere: l'assenza di una storia d'amore tra protagonisti e di una trama secondaria, la mancanza di ruoli per l'ensemble. Rodgers e Hammerstein, che avevano già provato ad adattare Pigmalione, sconsigliarono agli autori di andare avanti col progetto, ritenendo la pièce inadattabile. Conseguentemente, Loewe e Lerner abbandonarono il progetto per due anni.
Due anni dopo, Lerner lesse il necrologio di Pascal mentre riadattava Li'l Abner per le scene, e decise di riprovarci con Pigmalione. Dopo aver ricontattato Loewe, i due decisero di cambiare la trama del dramma per renderla più simile a quella dei musical più tradizionali. Dopo la morte di Pascal, la Chase Manhattan Bank ottenne i diritti delle opere di Shaw e quelli di Pigmalione furono combattuti tra Lerner e la Metro-Goldwyn-Mayer. Mentre la banca prendeva la sua decisione, i due compositori decisero di andare avanti con la scrittura del musical e ne scrissero colonna sonora e libretto per cinque mesi prima di ottenere i diritti. Lerner intanto decise il titolo, My Fair Lady, che richiamava uno dei titoli provvisori scelti da Shaw per la sua pièce, My Fair Eliza, e l'ultimo verso della celebre canzoncina London Bridge Is Falling Down. Il musical di George e Ira Gershwin, Tell Me More, si intitolava My Fair Lady durante il periodo di rodaggio fuori da New York, e così anche il numero principale dello spettacolo; dopo aver fatto una chiamata di cortesia ad Ira Gershwin, il titolo del musical fu finalmente annunciato al grande pubblico.
Il ruolo di Henry Higgins fu inizialmente offerto a Noël Coward, che rifiutò la parte ma consigliò a Lerner e Loewe di ingaggiare il collega Rex Harrison. Intanto, a Mary Martin fu offerto il ruolo di Eliza, ma anche l'attrice rifiutò e la parte di Eliza venne affidata alla giovanissima Julie Andrews, fresca del trionfo in The Boy Friend. Philip J. Lang e Robert Russell Bennett furono ingaggiati per le orchestrazioni, mentre Moss Hart accettò di curare la regia; il poster e il programma di sala erano disegnati da Al Hirschfeld. Il libretto del musical combinava il testo originale di Shaw con la sceneggiatura dell'adattamento cinematografico del 1938, da cui fu tratta la scena dell'ambasciata e il finale.

## Trama

### Primo Atto
In una notte piovosa nella Londra edoardiana il pubblico uscito dalla Royal Opera House si ripara sotto gli archi di Covent Garden per proteggersi dall'acquazzone. Mentre cerca un taxi per la madre, il giovane Freddy Eynsford-Hill urta per sbaglio la fioraia Eliza Doolittle, facendole cadere due mazzi di violette nel fango. La fioraia si infuria e gli urla contro, solo per arrabbiarsi ancora di più quando qualcuno le fa notare che un uomo sta trascrivendo tutto quelle che dice su un taccuino. L'uomo è il professor Henry Higgins, celebre fonetista che sostiene che la vera differenza tra le classi sociali britanniche non sia davvero nell'aspetto o nel patrimonio, ma in come i loro membri parlino la lingua inglese (Why Can't the English?). Higgins afferma che in soli sei mesi riuscirebbe a far passare anche una ragazza come Eliza in una gran signora con le sue lezioni di fonetica, un'affermazione che colpisce un passante, il colonnello Pickering, esperto di dialetti indiani. Pur non conoscendosi di persona, i due fonetisti si conoscono di fama e sono lieti di potersi finalmente incontrare di persona ed Higgins invita Pickering da lui. Mentre si allontanano, Higgins lascia cadere quasi con noncuranza qualche moneta nel cesto di Eliza e la fioraia si sorprende di come il professore getti al vento con disinvoltura una cifra per lei importante: comincia a fantasticare di una vita migliore e più agiata (Wouldn't It be Loverly?).
La mattina dopo Eliza riceve la visita del padre Alfred P. Doolittle con i compagni di bevute Harry e Jamie e la ragazza condivide con lui i suoi profitti (With a Little Bit of Luck). Nello studio del professor Higgins, i due fonetisti discutono di vocali quando la governante, la signora Pearce annuncia che una giovane donna con un accento terribile è alla porta e aspetta di vedere il padrone di casa. Eliza entra e chiede ad Higgins di insegnarle a parlare come una signora, così che possa essere assunta come commessa in un negozio di fiori, invece di venderli per strada. Pickering sfida Higgins di mettere in pratica la sua affermazione della notte precedente e i due scommettono sulla buon riuscita del piano: entro sei mesi, Higgins avrà trasformato Eliza in una signora e la presenterà in società. Scopriamo intanto che Higgins si considera un uomo calmo e amabile, ma con poca pazienza con le donne (I'm an Ordinary Man), mentre gli altri lo considerano un inguaribile misogino. Doolittle intanto scopre che la figlia sta prendendo lezioni e comincia a pensare a come la cosa si possa rivelare economicamente vantaggiosa per lui (With a Little Bit of Luck (Reprise)).
Doolittle si presenta alla porta di Higgins e lo accusa di avere intenzioni poco oneste con la figlia, ma gli dice anche che cinque sterline gli farebbero chiudere un occhio. Higgins è meravigliato dalla prodigiosa parlantina dell'uomo (e dalla sua completa mancanza di etica), gli concede i soldi e, ironicamente, lo raccomanda a un milionario americano che gli aveva chiesto il nome di un predicatore di buona morale. Intanto Eliza comincia la serratissime lezioni di dizione per rendere accettabile il suo accento e la ragazza fantastica su come farà giustiziare il duro Higgins quando sarà una gran signora (Just You Wait); intanto i servi si lamentano che a loro spetta tutto il duro lavoro (The Servants' Chorus). Alla fine Eliza riesce a pronunciare correttamente lo scioglilingua "The Rain in Spain stays mainly in the plain" e la fioraia, Higgins e Pickering festeggiano il successo (The Rain in Spain). D'ora in poi Eliza riuscirà a parlare con una perfetta received pronunciation e quando se ne accorge è troppo eccitata per dormire (I Could Have Danced All Night).
In attesa della prova finale al ballo dell'ambasciata, Higgins decide di portare Eliza all'Ippodromo di Ascot per testare i suoi progressi (Ascot Gavotte). Sono ospiti della madre del professore, la signora Higgins, ed Higgins prega la donna di tenere la conversazione su due soli argomenti: il meteo e la salute di tutti. All'inizio Eliza fa un figurone, ma poi si distrae guardando le corse e si mette a urlare nella sua solita parlata cockney. Higgins la trascina via, ma Eliza ha già fatto breccia nel cuore di Freddy Eynsford-Hill, che si presenta a casa di Higgins, viene respinto, ma afferma che aspetterà per tutta la notte se necessario (On the Street Where You Live).
La sera del ballo all'ambasciata è un successo: Eliza è talmente raffinata ed impeccabile che la Regina di Transilvania la fa danzare con il figlio, un principe (The Embassy Waltz). Tutti i presenti sono meravigliati dalla fanciulla e ingaggiano il fonetista ungherese Zoltan Karpathy, ex studente di Higgins, di scoprire da dove viene la misteriosa ragazza. Mrs Higgins e Pickering scoraggiano l'idea, ma Higgins lascia che Eliza danzi con Karpathy per mettere alla prova il talento del rivale e scoprire se la preparazione della fioraia è tale da superare l'esame più scrupoloso.

### Secondo Atto
Tornati a casa, Higgins e Pickering si congratulano del successo e ridono alle spalle di Karpathy, che ha creduto che Eliza fosse una principessa ungherese, dato che il suo inglese era troppo perfetto per essere davvero una britannica. Higgins è anche sollevato dal fatto che l'esperimento sia finalmente finito (You Did It). Eliza comincia a sentirsi usata e trascurata e, quando Higgins le chiede di portargli le ciabatte, la fioraia gliele scaglia contro. Higgins accusa la ragazza di essere un'ingrata, Eliza minaccia di andarsene, il professore le urla contro e la fioraia e se va, furiosa (Just You Wait (Reprise)). Fuori da casa trova Freddy, sempre in attesa, che comincia a parlarle del suo amore (On the Street Where You Live (Reprise)). Eliza lo interrompe bruscamente e gli dice di aver sentito abbastanza parole e che se lui la ama davvero glielo dovrà mostrare e non solo descrivere (Show Me). Freddy ed Eliza vanno a Covent Garden, ma i vecchi amici cockney della ragazza non la riconoscono e la scambiano per una signora; Eliza capisce di non appartenere più a quel mondo. L'unico a riconoscerla è il padre Alfred, che nel frattempo è "caduto in disgrazia" e diventato borghese: infatti il milionario americano gli ha concesso quattromila sterline annuali per i suoi servizi da predicatore moralista e Doolittle è costretto ad assumere, con suo rammarico, una rispettabilità borghese. È inoltre costretto a sposare la donna con cui convive e si avvia al suo addio al celibato (Get Me to the Church on Time).
Senza Eliza Higgins è distratto e confonde anche le cose più semplici della sua routine quotidiana. Continua a non capire come mai Eliza se ne sia andata dopo il trionfo all'ambasciata e conclude che gli uomini sono superiori alle donne (A Hymn to Him). Intanto, anche Pickering si è stancato dell'atteggiamento di Higgins e si trasferisce da un altro amico a Londra. Higgins allora decide si reca dalla madre per chiederle consiglio ed è sorpreso nel trovarvi Eliza. Mrs Higgins li lascia soli e finalmente i due si confrontano: Eliza accusa Higgins di averla sempre trattata come una fioraia e gli dice che se è diventata una signora è solo perché Pickering l'ha trattata come tale. Higgins rigetta l'accusa, sostenendo che lui e Pickering trattano le donne allo stesso modo; Eliza gli rinfaccia di averla trattata come una sguattera e gli dice che sposerà Freddy, perché lui la ama veramente. Si accorge inoltre di non aver bisogno di Higgins e si considera una sciocca per aver creduto di averne avuto (Without You). Higgins è colpito dal cambiamento di Eliza e le chiede di tornare da lui, ma la ragazza rifiuta e gli dice che non la vedrà mai più.
Mentre cammina verso casa, Higgins realizza quanto siano profondi i suoi sentimenti per Eliza (I've Grown Accustomed to Her Face). Non riesce a confessare neanche a se stesso di amarla, ma si ripromette che quando Eliza verrà a bussare alla sua porta in cerca d'aiuto quando le cose con Freddy andranno male lui la caccerà via. Arrivato a casa, riascolta con commozione il disco che ha registrato con la voce di Eliza la prima mattina in cui è venuta nel suo studio. Finito di ascoltare, Eliza entra in stanza e finisce la frase lasciata a metà nell'incisione con il suo vecchio accento cockney. Higgins è sorpreso e, dopo un momento di incertezza in cui non è chiaro se sia possibile una riconciliazione tra i due, il professore chiede alla ragazza dove diavolo sono le sue ciabatte (Finale).
Il finale è radicalmente differente da quello voluto da Shaw per la sua pièce, in cui viene chiaramente espresso che un ritorno di Eliza da Higgins sia e debba essere assolutamente impossibile. Nel revival di Broadway del 2018 crea un compromesso tra la commedia e il musical: le battute vengono pronunciate come da libretto, ma la messa in scena rende evidente che Higgins stia solo immaginando che Eliza sia lì e la fioraia esce di scena dalla platea invece di recuperagli le ciabatte.

## Numeri musicali

### Atto I
- Overture - Orchestra
- Why Can't the English? - Henry Higgins
- Wouldn't It be Loverly? - Eliza Doolittle e passanti cockney
- With a Little Bit of Luck - Alfred P. Doolittle, Harry e Jamie
- I'm an Ordinary Man - Henry Higgins
- With a Little Bit of Luck (ripresa) - Alfred P. Doolittle e cast
- Just You Wait - Eliza Doolittle
- The Servants' Chorus - domestici di Higgins
- The Rain in Spain - Henry Higgins, Eliza Doolittle e Colonnello Pickering
- I Could Have Danced All Night - Eliza Doolittle, Mrs. Pearce e cameriere
- Ascot Gavotte - Cast
- On the Street Where You Live - Freddy Eynsford-Hill
- The Embassy Waltz - Henry Higgins, Eliza Doolittle, Zoltan Karpathy e cast

### Atto II
- You Did It - Henry Higgins, Colonnello Pickering, Mrs. Pearce e cameriere
- Just You Wait (ripresa) - Eliza Doolittle
- On the Street Where You Live (ripresa) - Freddy Eynsford-Hill
- Show Me - Eliza Doolittle and Freddy Eynsford-Hill
- Wouldn't It be Loverly? (ripresa) - Eliza Doolittle e passanti cockney
- Get Me to the Church on Time - Alfred P. Doolittle, Harry, Jamie e cast
- Hymn to Him - Henry Higgins
- Without You - Eliza Doolittle e Henry Higgins
- I've Grown Accustomed to Her Face - Henry Higgins

## Personaggi e interpreti
| Personaggi                | Descrizione                                                                                      | Broadway, 1956    | Altri interpreti |
| ------------------------- | ------------------------------------------------------------------------------------------------ | ----------------- | --- |
| Eliza Doolittle           | Giovane fioraia cockney con il sogno di diventare commessa in un negozio di fiori                | Julie Andrews     | Lauren Ambrose, Christine Andreas, Laura Benanti, Vittoria Belvedere, Meg Bussert, Rebecca Caine, Olivia Cinquemani, Patti Cohenour, Kim Crosby, Cynthia Dale, Pam Dawber, Gaia De Laurentiis, Christine Ebersole, Kerry Ellis, Melissa Errico, Taryn Fiebig, Anita Gillette, Betsy Joslyn, Laura Michelle Kelly, Kelli O'Hara, Sally Ann Howes, Victoria Mallory, Martine McCutcheon, Crista Moore, Marni Nixon, Amy Nuttall, Anna O’Byrne, Lisa O'Hare, Amara Okereke, Jane Powell, Joanna Riding, Anne Rogers, Liz Robertson, Delia Scala, Marla Schaffel, Alexandra Silber, Virginia Vestoff, Jennifer Hope Wills                 |
| Henry Higgins             | Misogino esperto di fonetica, capace di indovinare l'indirizzo di ogni londinese dal suo accento | Rex Harrison      | Brian Aherne, Anthony Andrews, Luca Biagini, Leo Britt, Tony Britton, Christopher Cazenove, Richard Chamberlain, Charles Edwards, Kelsey Grammer, Richard E. Grant, Harry Hadden-Paton, Noel Harrison, Tom Helmore, Christopher Hewett, Paul Hubschmid, Mark Jacoby, Alex Jennings, John Lithgow, Terrence Mann, Sandro Massimini, Francis Matthews, Jefferson Mays, Jeff McCarthy, Edward Mulhare, John Neville, Leonard Nimoy, Paul Alexander Nolan, Jonathan Pryce, Ian Richardson, Zachary Scott, Craig Stevens, Corrado Tedeschi, Gianrico Tedeschi, Luca Ward, Richard Warwick, Dominic West, Robert Westenberg, Michael Xavier |
| Colonnello Hugh Pickering | Colonnello dell'esercito britannico in pensione, esperto di dialetti indiani                     | Robert Coote      | Walter Charles, Allan Corduner, James Fleet, Jack Gwillim, Nicholas Le Prevost, Edmund Lyndeck, Laurie Main, Howard McGillin, Ken Page, John Schuck, Malcolm Sinclair, Paxton Whitehead, Michael York |
| Alfred P. Doolittle       | Padre di Eliza, uno spazzino amorale e con una gran parlantina                                   | Stanley Holloway  | Bruce Adler, Stephen K. Amos, Alun Armstrong, Gary Beach, Danny Burstein, Norbert Leo Butz, Mario Carotenuto, Roger Daltrey, Brian Dennehy, Alexander Gemignani, Gian, Julian Holloway, Howard McGillin, Milo O'Shea, Clive Revill, George Rose, Norman Rossington |
| Mrs Higgins               | Madre di Higgins                                                                                 | Cathleen Nesbitt  | Zena Dare, Nancy Dussault, Rosemary Harris, Nancye Hayes, Sally Ann Howes, Cloris Leachman, Julie Legrand, Anna Neagle, Robyn Nevin, Marni Nixon, Siân Phillips, Angiolina Quinterno, Vanessa Redgrave, Diana Rigg, Patricia Routledge, Carole Shelley, Phyllis Somerville, Margaret Tyzack |
| Freddy Eynsford-Hill      | Giovanotto pretendente di Eliza                                                                  | John Michael King | Amick Byram, Stephen Lehew, Don McKay, Julian Ovenden, Bryce Pinkham, Hayden Tee, Mark Umbers, Max von Essen, Nicholas Wyman |
| Mrs. Pearce               | Governante di Higgins                                                                            | Philippa Bevans   | Rosemary Ashe, Maureen Beattie, Judi Connelli, Jenny Galloway, Lesley Garrett, Florence Lacey, Dilys Laye, Patsy Rowlands, Mary Beth Peil |

## Produzioni principali

### Debutto a Broadway e nel West End
Il rodaggio del musical avvenne allo Shubert Theatre di New Haven dal 4 all'11 febbraio 1956. La sera della prima, Rex Harrison, che non aveva mai cantato in pubblico, si rinchiuse del proprio camerino e si rifiutò categoricamente di uscire, per poi cambiare idea all'ultimo minuto e andare in scena. La prima fu un grandissimo successo e aprì la strada al suo trionfo a Broadway; durante le prime repliche, la canzone Say A Prayer For Me Tonight fu eliminata (per poi essere riutilizzata dagli autori in Gigi). Successivamente, il musical debuttò a Broadway il 15 marzo 1956, al Mark Hellinger Theatre, per poi andare in scena anche al Broadhurst Theatre el The Broadway Theatre, per un totale di 2717 repliche fino al 29 settembre 1962.
Il musical debutta la sera 15 marzo 1956 al Mark Hellinger Theatre di New York, ottenendo un successo esorbitante, prolungandosi così per ben 2717 rappresentazioni, un record allora per il Broadway theatre con Edward Mulhare e Sally Ann Howes nelle repliche. Il cast originale comprendeva: Rex Harrison (Higgins), Julie Andrews (Eliza), Stanley Holloway (Alfred P. Doolittle), Robert Coote (Pickering), Cathleen Nesbitt (Mrs Higgins), John Michael King (Freddy Eynsford-Hill) e Philippa Bevans (Mrs. Pearce). Nel corso delle repliche Edward Mulhare rimpiazzò Harrison e Sally Ann Howes la Andrews. Il musical divenne il più longevo della storia di Broadway e vinse sei Tony Award, tra cui miglior musical e miglior attore protagonista in un musical a Rex Harrison.
Harrison, Andrews, Coote e Holloway tornarono ad interpretare i quattro protagonisti nella prima londinese del musical, che debuttò al Theatre Royal Drury Lane del West End il 30 aprile 1958 e rimase in scena per cinque anni e mezzo, per un totale di 2281 repliche. Zena Dare si unì al cast nel ruolo della signora Higgins. Harrison lasciò la produzione nel marzo 1959, la Andrews in agosto e Holloway in ottobre. La registrazione con il cast di Broadway ha raggiunto la prima posizione nella Billboard 200 per 15 settimane, nella Official Albums Chart per 19 settimane consecutive ed in Germania Ovest.

### Altre produzioni
Al Theater des Westens di Berlino ebbe la prima nel 1961.
Al Theater an der Wien ha la prima nel 1963.
Lo spettacolo ha avuto tre importanti revival a Broadway. Nel 1976 diretto da Jerry Adler, con Ian Richardson, Christine Andreas e George Rose al Teatro Saint-James arrivando 377 recite; nel 1981, con Harrison, Jack Gwillim, Nancy Ringham e Milo O'Shea arrivata a 120 recite; e nel 1993, con Richard Chamberlain, Melissa Errico, Paxton Whitehead e Julian Holloway arrivando a 165 recite.
Fra le produzioni del West End londinese ricordiamo quella del 1979 al Teatro Adelphi (Londra) prodotta da Cameron Mackintosh con Tony Britton, Liz Robertson ed Anna Neagle e quella del 2001 al Royal National Theatre ed in seguito al Drury Lane per la regia di Trevor Nunn, la coreografia di Matthew Bourne con Martine McCutcheon e Jonathan Pryce e nelle repliche Alex Jennings, Anthony Andrews e Laura Michelle Kelly.
Nel 2010 ebbe la prima al Théâtre du Châtelet di Parigi con i costumi di Anthony Powell e nel 2012 al Crucible Theatre di Sheffield con Dominic West per la regia di Daniel Evans (attore).
Nel 2018 Bartlett Sher ha diretto un revival al Lincoln Center di Broadway, con Lauren Ambrose, Harry Hadden-Paton, Norbert Leo Butz e Diana Rigg. L'allestimento di Sher è stato portato in tournée negli Stati Uniti e poi messo in scena al London Coliseum di Londra nel 2022 con Amara Okereke (Eliza), Hadden-Paton (Higgings), Vanessa Redgrave (Mrs Higgings), Malcolm Sinclair (Pickering), Stephen K. Amos (Alfred Doolittle) e Maureen Beattie (Mrs Pearce).

## Produzioni italiane
In Italia il musical fu messo in scena al Teatro Nuovo di Milano il 9 novembre 1963, prodotto in società da Remigio Paone, Garinei e Giovannini e Lars Schmidt (marito di Ingrid Bergman) per la regia di Sven Age Larsen con la collaborazione di Marcello Aliprandi. Gli interpreti erano Delia Scala (Eliza), Gianrico Tedeschi (Higgins), Mario Carotenuto (Doolittle), Tina Lattanzi (signora Higgins), Lola Braccini (signora Pearce), Gianni Marzocchi (Freddy), Cesare Bettarini (colonnello Pickering). Le coreografie erano di Erik Bidsted, l'orchestra diretta da Mario Migliardi, il coro diretto da Franco Potenza, le scene di Oliver Schmidt, i costumi di Cecil Beaton. 

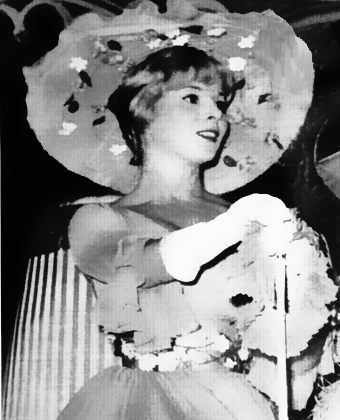
Delia Scala in My Fair Lady (1964)

L'allestimento costò settanta milioni di lire, cifra assai elevata a quel tempo. La versione italiana del testo era di Suso Cecchi D'Amico e per le canzoni di Fedele D'Amico. La traduzione e l'adattamento posero precisi problemi nel rendere i giochi linguistici originari, basati sulla pronuncia inglese; il problema, venne risolto adottando un intreccio di dialetti meridionali. Il successo fu strepitoso, e lo spettacolo rimase in cartellone per quattro mesi, prima di girare l'Italia.
Nel 1992 Sandro Massimini ne portò un'edizione in tournée e nel 2000 è stato realizzato un allestimento ad opera del Teatro della Munizione di Messina, con la regia di Massimo Romeo Piparo e gli adattamenti dello stesso Piparo e di Arturo Villone. Gli interpreti principali erano Olivia Cinquemani, Luca Biagini, Gian, Angiolina Quinterno.
Nel 2004 andò in scena per il Teatro Verdi (Trieste) per la Planet Musical Srl. Nel 2009-2010 fu presentata in un nuovo allestimento della Compagnia Corrado Abbati. Gli interpreti di questa edizione erano: Raffaella Montini (Elisa), Carlo Monopoli (Higgins) e Corrado Abbati (Alfred). Nel 2012-2013-2014 venne riproposto dal regista Massimo Romeo Piparo al Teatro Sistina e in giro nei più importanti teatri d'italia, con uno straordinario successo, con protagonisti Vittoria Belvedere e Luca Ward.

### Numeri musicali nell'edizione italiana del 1963
- Overture/Perché l'inglese
- Ah, sarebbe splendido
- Con un briciolo...di fortuna
- Sono un uomo normale Io
- Bada a te
- In spagna s'è bagnata la campagna
- Avrei ballato ancor
- Ascot gavotte
- Perche qui vivi tu
- Hai vinto!
- Io stamattina prendo moglie
- Perché la donna
- Senza te, io m'ero avvezzo a lei. Finale[13]

## Adattamento cinematografico
Del 1964 è il film My Fair Lady diretto da George Cukor, con Audrey Hepburn (doppiata nelle canzoni da Marni Nixon) nella parte di Eliza, e Rex Harrison in quella di Higgins.

## Discografia
- 1956 – Rex Harrison, Julie Andrews, My Fair Lady (Columbia OL 5090)
- 1963 – Delia Scala, Gianrico Tedeschi, Mario Carotenuto, My Fair Lady (CBS 62222)
- 1964 – Delia Scala, Gianrico Tedeschi, Mario Carotenuto, Gianni Marzocchi, Cesare Bettarini, 4 canzoni da My Fair Lady (CBS EP 5968)